# Kalchas

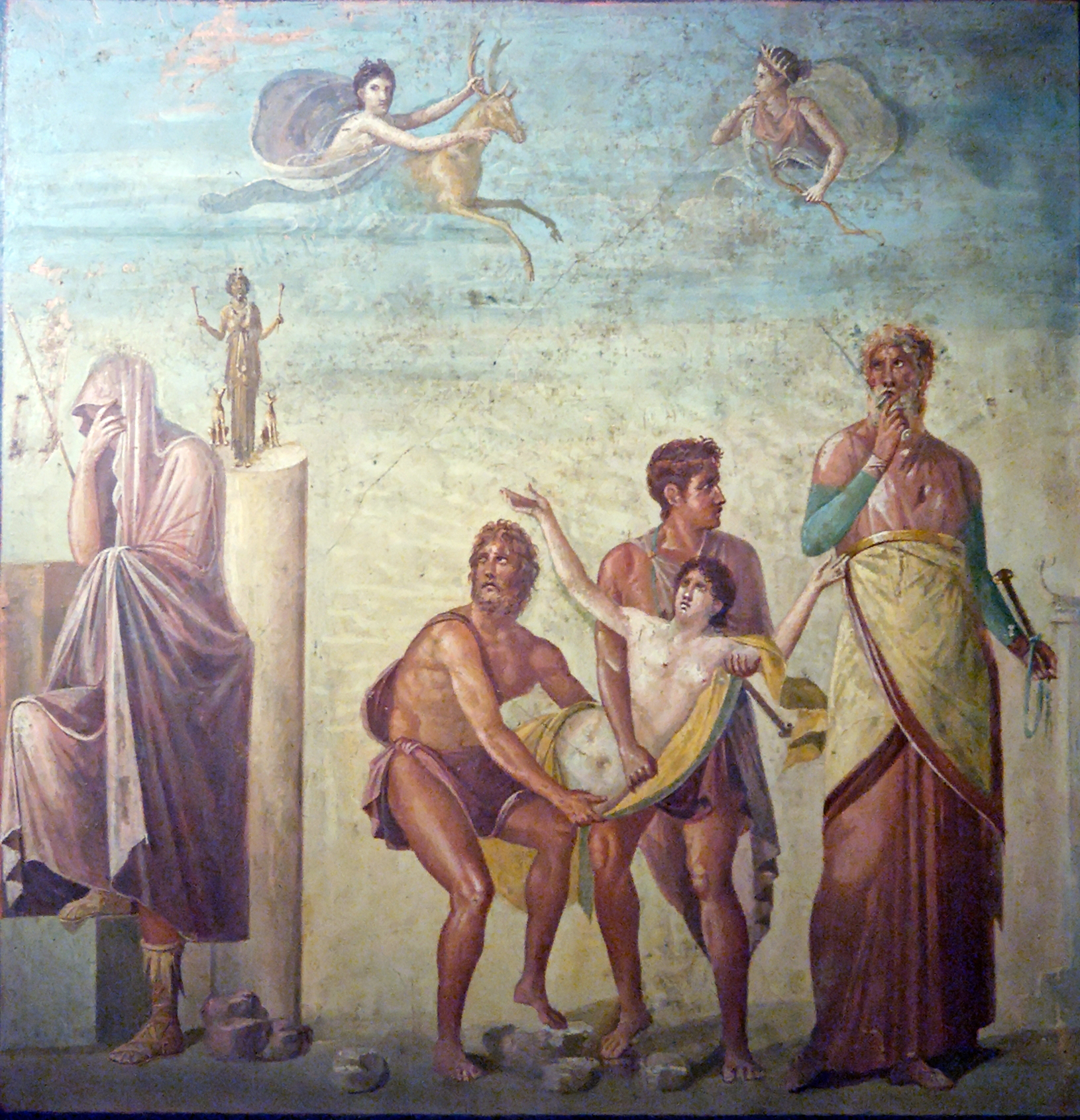
Kalchas (rechts) leidt Iphigeneia naar de offertafel, fresco uit Pompeï (na 62, Nationaal archeologisch museum van Napels).

Kalchas (Oudgrieks: Κάλχας, Kálkhas) was de zoon van Thestor uit Mycene of Megara, de kleinzoon van Idmon en de ziener die de Grieken in de Ilias van Homeros plachten te raadplegen wanneer ze in nood waren. Hij werd door Homeros de wijste van de vogelwichelaars genoemd, wiens blik het verleden, het heden en de toekomst doorzag. Zo voorspelde hij al voor het vertrek van de Grieken vanuit Aulis dat de oorlog negen volle jaren zou duren en dat de strijd in het tiende jaar zou eindigen. Dat leidde hij af uit het feit dat een paar Griekse soldaten een slang hadden gezien die een mus en haar broedsel verslond en vervolgens zelf versteende.
In Aulis voorspelde hij ook dat Iphigenia, de dochter van Agamemnon, zou moeten worden geofferd aan de godin Artemis indien de Grieken ooit een gunstige wind wilden om uit te varen naar Troje. Tijdens het tiende jaar van de oorlog voorspelde hij ook dat de woede van Apollo alleen zou afnemen wanneer Agamemnon zijn concubine Chriseis terug zou geven aan haar vader Chryses, een priester van Apollo (voor wie hij Briseïs, de concubine van Achilles schaakte; dat was de aanleiding tot de twist waarrond de Ilias draait).
In de legerplaats voor Troje werd Kalchas' raad steeds ingeroepen, wanneer belangrijke aangelegenheden moesten worden beslist. Daardoor was zijn invloed in het leger zo groot, dat zelfs de sluwe Odysseus niet in staat was zich tegenover hem te doen gelden.
Na de verovering van Troje trok hij met Amphilochos, de zoon van Amphiaraos naar Colophon. Daar hield hij een voorspellingswedstrijd met de waarzegger Mopsos, de kleinzoon van Tiresias. Hem was namelijk voorspeld, dat hij zou moeten sterven, als hij een ziener aantrof, die hem in wijsheid overtrof. Teneinde nu hun krachten te meten, besloten zij tot een proef: beide waarzeggers zouden naar beste weten vertellen hoeveel vruchten er hingen aan een wilde vijgenboom. Kalchas schatte het aantal vijgen die eraan hingen op tienduizend. Mopsos, die een kleinzoon was van de blinde ziener Tiresias en de kunst om het verborgene te openbaren van zijn grootvader had geërfd, beweerde dat de boom één vijg meer droeg. Bij de telling bleek, dat hij gelijk had en Kalchas doodde nu zichzelf of stierf van verdriet.
Volgens een andere versie was het voorwerp van de wedstrijd een drachtig zwijn. Kalchas kon niet raden hoeveel biggen het zwijn zou werpen en van welke kleur deze zouden zijn, maar Mopsos kon dat wel.
Een derde versie is dat Mopsos voorspelde aan Kalchas, terwijl deze wijnstokken aan het planten was, dat hij de wijn nooit zou proeven. Een tijd later nodigde Kalchas Mopsos uit om samen met hem de eerste wijn van die wijnstokken te proeven. Toen Mopsus nog eens zijn voorspelling herhaalde barstte Kalchas in een hevige lachbui uit waar hij nooit meer uitkwam, zodat hij nooit van zijn wijn heeft kunnen proeven.
Na zijn dood werd Kalchas in Zuid-Italië als heros vereerd. Hij had daar zelfs een orakel. Wie dit wilde raadplegen, offerde hem een zwarte bok en ging op het vel daarvan in de tempel van Kalchas slapen. Hij vernam dan wat hij weten wilde in zijn droom.

## Alternatieve versie
Volgens Dares Phrygius was Kalchas geen Griek maar een Trojaan, een neef van Theano en de vader van Briseïs, die zich op last van Apollon bij de Grieken aansloot. Hij verbleef in het Griekse kamp en verzocht hun om zijn dochter uit Troje te halen. Hij was degene die de Grieken aanraadde een groot houten paard te bouwen om in Troje te komen. Ook liet hij Polyxena op Achilles' graf onthoofden voor een gunstige wind.